# W. T. Martin
William Ted Martin (4 juin 1911 - 30 mai 2004) est un mathématicien américain, spécialiste de l'analyse mathématique, des fonctions de plusieurs variables complexes et de la théorie des probabilités. Il est connu pour le théorème de Cameron-Martin et pour son livre de 1948 Several complex variables, co-écrit avec Salomon Bochner.

## Biographie
Il est né le 4 juin 1911 dans l'Arkansas.
Il obtient son baccalauréat en mathématiques de l'Université de l'Arkansas en 1930. Il fait des études supérieures à l'Université de l'Illinois à Urbana-Champaign, où il obtient sa maîtrise en 1931 et son doctorat en 1934 sous la direction de Robert Daniel Carmichael. Il étudie dans le cadre d'une bourse postdoctorale du National Research Council à l'Institute for Advanced Study de Princeton de 1934 à 1936. En 1936, Martin devient instructeur au MIT et en 1938, membre du corps professoral là-bas. Il collabore avec plusieurs autres membres du corps professoral du MIT, notamment Norbert Wiener, Robert Horton Cameron, Stefan Bergman et Salomon Bochner. Au cours des années 1940, Martin et Cameron écrivent une série d'articles prolongeant les premiers travaux de Norbert Wiener sur les modèles mathématiques du mouvement brownien. Au cours des années 1950, Martin écrit avec Salomon Bochner une série d'articles qui prouvent des résultats de base dans la théorie de plusieurs variables complexes.
Martin est chef du département de mathématiques du MIT de 1947 à 1968. Pendant ce temps, il supervise l'embauche de 24 membres du corps professoral du département de mathématiques. Il lance le programme d'instructeur CLE Moore du MIT en 1949. Il passe toute sa carrière au MIT, à l'exception des années de 1943 à 1946, lorsqu'il quitte le MIT pour devenir le chef du département de mathématiques de l'Université de Syracuse et, au cours de l'année universitaire 1951-1952, lorsqu'il est en congé sabbatique à l'Institut d'études avancées. Martin réalise un travail éditorial important et co-écrit trois livres influents : Several complex variables (1948), Elementary differential equations (1956) et Differential space, quantum space, and prediction (1966). À partir de 1961, Martin s'implique dans l'élaboration de programmes de mathématiques pour les pays africains anglophones, en tant que président du comité directeur du programme de mathématiques africaines du Centre de développement de l'éducation et se rend régulièrement en Afrique de 1961 à 1975.
Il prend sa retraite à Block Island et meurt le 30 mai 2004.

## Publications
- avec Norbert Wiener : Wiener et Martin, « Taylor's series of entire functions of smooth growth », Duke Math. J., vol. 3, no 2,‎ 1937, p. 213–223 (DOI 10.1215/s0012-7094-37-00314-4, MR 1545980)
- avec Norbert Wiener : « Taylor's series of smooth growth in the unit circle », Duke Math. J., vol. 4, no 2,‎ 1938, p. 384–392 (DOI 10.1215/s0012-7094-38-00430-2, MR 1546059)
- avec Stefan Bergman : Bergman et Martin, « A modified moment problem in two variables », Duke Math. J., vol. 6, no 2,‎ 1940, p. 389–407 (DOI 10.1215/s0012-7094-40-00630-5, MR 0001993)
- avec R. H. Cameron : Cameron et Martin, « Transformations of Wiener integrals under translations », The Annals of Mathematics, vol. 45, no 2,‎ 1944, p. 386–396 (DOI 10.2307/1969276, JSTOR 1969276) (2e plus cité de tous les articles de Cameron et Martin)
- avec R. H. Cameron : Cameron et Martin, « The orthogonal development of non-linear functionals in series of Fourier–Hermite functionals », The Annals of Mathematics, vol. 48, no 2,‎ 1947, p. 385–392 (DOI 10.2307/1969178, JSTOR 1969178) (le plus cité de tous les articles de Cameron et Martin)
- avec Salomon Bochner : Several complex variables, Princeton, N. J., Princeton University Press, 1948, 216 p. (lire en ligne)
- avec Eric Reissner : Elementary differential equations, Cambridge, Massachusetts, Addison-Wesley, 1956, 260 p.
- en tant que coéditeur avec les éditeurs Norbert Wiener, Armand Siegel et Bayard Rankin : Differential space, quantum systems, and prediction, Cambridge, Massachusetts, M.I.T. Press, 1966, 176 p.